# ベルシェール＝サン＝ジェルマン
ベルシェール＝サン＝ジェルマン （Berchères-Saint-Germain）は、フランス、サントル＝ヴァル・ド・ロワール地域圏、ウール＝エ＝ロワール県のコミューン。
1972年12月4日、ベルシェール＝ラ＝マンゴ（Berchères-la-Maingot）とサン＝ジェルマン＝ラ＝ガティヌ（Saint-Germain-la-Gâtine）が合併して誕生した。

## 由来
ベルシェールとは、『ヒツジの土地』を意味する。このフランス語の地名は、他に県内にベルシェール＝レ＝ピエール（Berchères-les-Pierres）、ベルシェール＝シュル＝ヴェグル（Berchères-sur-Vesgre）がある。

## 歴史

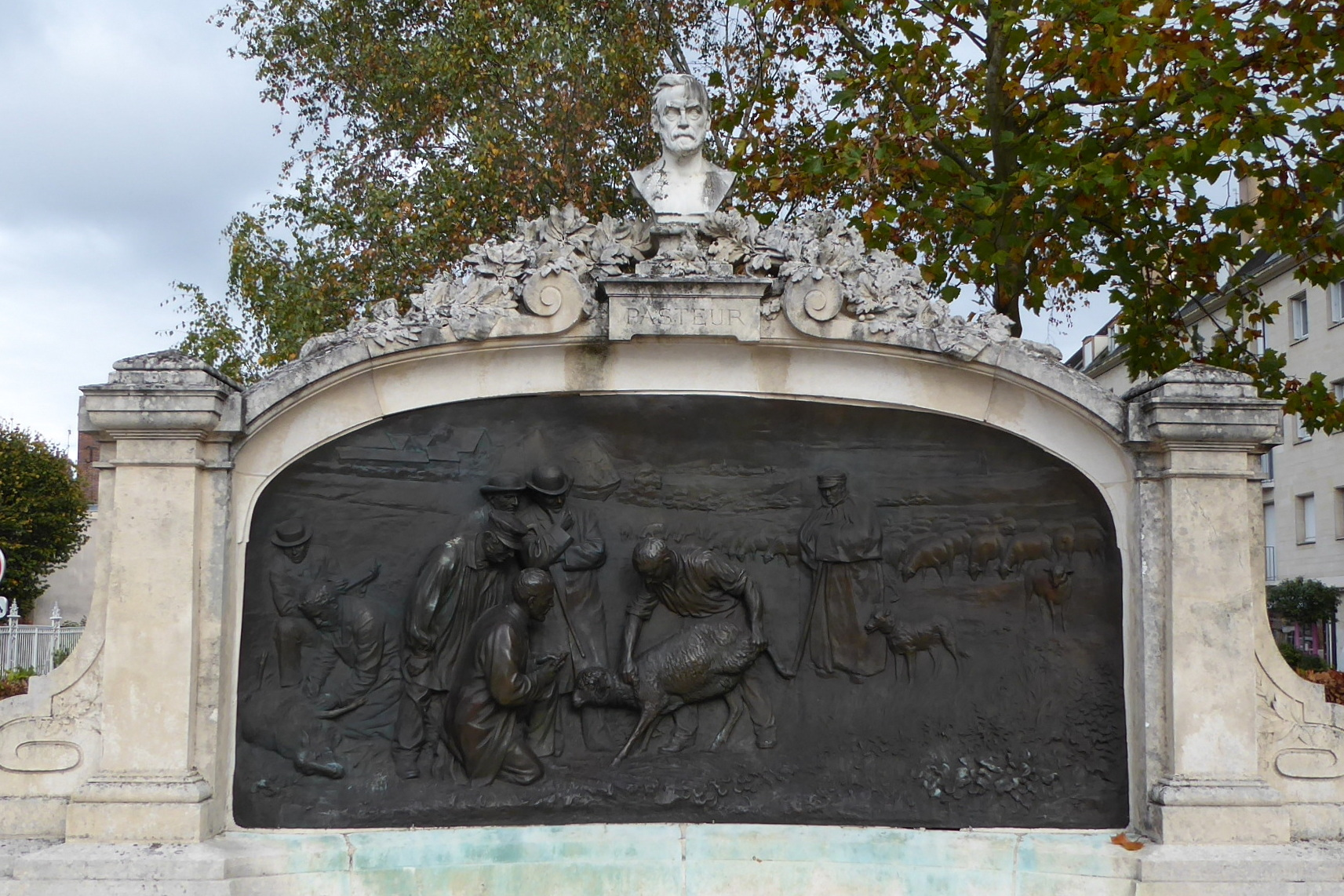
シャルトルのパストゥール記念碑

ルイ・パストゥールは、サン＝ジェルマン＝ラ＝ガティヌでいくつかの経験を積んだ。彼は炭疽菌を含む研究をし、ワクチンを発明した。
シャルトルの町に1903年、パストゥール記念碑ができた。2005年以降、ジョルジュ・フェサール通りとシャルル・ブリュヌ通りの中間にある県庁前に、サン＝ジェルマン＝ラ＝ガティヌの農場でヒツジにワクチンを接種する浅浮彫が置かれている。浅浮彫には、地平線上に4.2km離れた近くのポワヴィリエ村が見つけられる。
1940年6月16日、ベルシェール＝ラ＝マンゴと北の集落一帯は、第26セネガル散兵連隊とドイツ軍との激しい戦闘の舞台となった。これらの戦闘で、一日に600人以上の戦死者を出した。

## 人口統計
| 1962年 | 1968年 | 1975年 | 1982年 | 1990年 | 1999年 | 2008年 | 2013年 |
| ------ | ------ | ------ | ------ | ------ | ------ | ------ | ------ |
| 291    | 252    | 367    | 446    | 594    | 682    | 782    | 773    |

参照元:1962年から1999年までは複数コミューンに住所登録をする者の重複分を除いたもの。それ以降は当該コミューンの人口統計によるもの。1999年までEHESS/Cassini、2004年以降INSEE。